# Ettore Guatelli
Ettore Guatelli (Collecchio, 18 aprile 1921 – Ozzano Taro, 21 settembre 2000) è stato uno scrittore italiano nonché museografo, ricercatore e maestro elementare (maestro contadino, come amava definirsi).
Ha fondato il museo  che porta il suo nome a Ozzano Taro in provincia di Parma.

## Biografia
A causa di problemi di salute non ha avuto una formazione scolastica regolare. Nel 1945, riesce a conseguire il diploma magistrale, grazie anche all'aiuto del poeta Attilio Bertolucci, che in cambio della battitura a macchina dei suoi testi lo preparava all'esame.
Nel dopoguerra si dedicò all'insegnamento e partecipò alla vita politica e culturale locale.
In questo periodo cominciò a raccogliere «vecchie cose», attrezzi e manufatti, arredi e abbigliamento, oggetti che non essendo più di moda o che a causa della meccanizzazione rischiavano la distruzione.
Sempre attivo e attento ai fermenti culturali che negli anni settanta cominciavano a scuotere il sapere codificato, contribuì, anche con numerosi scritti, ad all'avvio di nuove riflessioni in merito alla «museografia del mondo contadino».
La collezione e la costruzione del museo lo impegnano fino alla sua scomparsa avvenuta nel settembre del 2000.

## Il museo
Sul finire degli anni settanta la raccolta comincia ad assumere dimensioni considerevoli (circa 60.000 pezzi), distribuendosi negli ambienti di lavoro, cortilizi e abitativi del podere, diventando un vero e proprio museo. Nei primi anni ottanta la Provincia di Parma comincia ad interessarsene. Tuttavia non si arriva ad un accordo ed il museo passa sotto la gestione della Provincia di Parma solo dopo la morte di Ettore,  quando la figlia, Annalice, cede la raccolta alla Provincia stessa. Nell'autunno del 2003 nasce la Fondazione Museo Ettore Guatelli che, grazie al contributo e all'interesse della Fondazione Monte di Parma, acquisisce anche l'immobile dagli altri eredi della famiglia Guatelli. Nella primavera del 2004 il museo viene riaperto ufficialmente.
Situato nel podere Bellafoglia, dove i genitori di Guatelli erano mezzadri dal 1910, il museo raccoglie oggetti di uso quotidiano, arredi e attrezzi testimoni della vita dell'uomo. 
L'opera del fondatore non si limitava solamente a raccogliere gli oggetti, ma a dare informazioni anche sulle storie e sulle persone che a quegli oggetti erano collegati; venivano perciò compilate schede che tracciavano la filiera di ogni pezzo. In questo modo si è documentata e conservata la storia di una parte significativa della nostra cultura.
Al Museo Guatelli sono stati dedicati vari convegni, mostre e filmati tra cui ricordiamo Il mondo che abbiamo perduto - Ettore Guatelli e il suo Museo di Pietro Medioli. Grazie a questo documentario, il noto regista tedesco Werner Herzog ebbe modo di conoscere e apprezzare l'opera di Guatelli, in merito alla quale scrisse:

## Scritti di Ettore Guatelli
- Mario Cleante*, Pagine di un diario, in “Il Raccoglitore, pagina quindicinale delle lettere e delle arti” in “La gazzetta di Parma” anno I, n. 4, 27 dicembre 1951.
- Mario Cleante*, Pagina di un diario, in “Il Raccoglitore pagina quindicinale delle lettere e delle arti” in “La gazzetta di Parma” anno II, n. 13, 1º maggio 1952
- Mario Canali*, Diario di un maestro, in “Il Raccoglitore pagina quindicinale delle lettere e delle arti” in “La gazzetta di Parma” anno IV, n.60, 19 febbraio 1954
- Mario Cleante*, Attendati, in “Il Raccoglitore pagina quindicinale delle lettere e delle arti” in “La gazzetta di Parma” anno IV, n.27, 27 maggio 1954
- Ettore Guatelli, Due testimonianze, in “Il Raccoglitore pagina quindicinale delle lettere e delle arti” in “La gazzetta di Parma” anno V, n.89, 31 maggio 1955
- Ettore Guatelli, L'estate in campagna, introduzione all'omonima mostra, in “Palatina” anno I, n.4, ottobre-Dicembre 1957
- Ettore Guatelli, Diario di un maestro, in “Antologia Italiana: Letteratura a Parma”
- Ettore Guatelli, Vecchio petrolio, in “Il Gatto Selvatico” mensile aziendale n. 10 anno IV, ottobre 1958, pag.24
- Ettore Guatelli, Ricordi di Vallezza, in “Palatina”, 1961, n.20
- Ettore Guatelli, Storie di scimmie e scimmiari, in “Bologna Incontri” anno V, n.6, giugno 1979, pag. 36-39
- Ettore Guatelli, Musei e mondo popolare, in “Il Cantastorie” Rivista di tradizioni popolari, Ozzano Taro, 1987; in Il bosco delle cose, Il museo Guatelli di Ozzano Taro, Parma, Ugo Guanda Editore, 1996, pp. 221–226
- Ettore Guatelli, Chi vuole il basto e l'asina, in "Menu Italia: catalogo ufficiale", 29 aprile-3 maggio, 1987, p. 86
- Ettore Guatelli, scritto in contributo a I giorni le opere: oggetti d'uso della vita contadina in Emilia (la raccolta Guatelli-Ozzano, Parma) con una testimonianza di Ettore Guatelli e 6 poesie di Attilio Bertolucci, Enzo Ragazzini e Paolo Ragazzini fotografi, Bologna, Gruppo Sasib, 1988
- Ettore Guatelli e Paolo Candelari, Il museo del tempo: amore ed ingegno tra gli oggetti della civiltà contadina, Parma, Sagea Editrice, 1988
- Ettore Guatelli e Fausto Colombo, Il museo del quotidiano. Riflessioni, in "Spazio e Società" rivista internazionale di architettura, n.66, Gangemi Editore, 1994
- Ettore Guatelli, Museo e discarica, in "Ossimori. Periodico di antropologia e scienze umane", n.5, II semestre, Siena, Protagon Editori Toscani, 1994, pp. 65–72
- Ettore Guatelli, Scritti di Ettore Guatelli, in P. Clemente e E. Guatelli (a cura di), Il Bosco delle cose: il Museo Guatelli di Ozzano Taro, Parma, Ugo Guanda Editore, 1996, pp. 213–246
- Ettore Guatelli, Si riparava tutto, in Fabrizio Merisi (a cura di), Il Rattoppo, Pescarolo (CR), Edizioni Museo del Lino, 1996, pp. 31–38
- Ettore Guatelli, Il Museo come opera mai finita, in Franca Di Valerio (a cura di), Contesto e identità: gli oggetti fuori ed entro i musei, Bologna, Clueb, 1999, p. 219-226
- Ettore Guatelli, La coda della gatta. Scritti di Ettore Guatelli: il suo museo, i suoi racconti (1948-1999), a cura di Vittorio Ferorelli e Flavio Niccoli, Bologna, Istituto per i beni artistici culturali e naturali della regione Emilia-Romagna, 1999
- Ettore Guatelli, Fare musei, in Atti del Convegno Nazionale "Agricoltura, musei, trasmissione di saperi, Verona 1998", Fondazione Cassa di Risparmio di Verona Vicenza Belluno e Ancona, 2000, pp. 371–383,
- Ettore Guatelli, L'arte di arrangiarsi, in "IBC: informazione, commenti, inchieste sui beni culturali", Anno XII, n.2, aprile/Giugno, Bologna, Istituto per i beni artistici culturali e naturali della regione Emilia-Romagna, 2004 pp. 24–28
- Ettore Guatelli, Ho preso su tutto, Riccardo Toffoletti (a cura di), Vita delle Cose, supplemento al periodico "Perimmagine", anno XVII, n. 2, Udine, Comitato Tina Modotti, 2004
- Ettore Guatelli, La coda della gatta. Scritti di Ettore Guatelli: il suo museo, i suoi racconti (1948-2004), a cura di Vittorio Ferorelli e Flavio Niccoli, Bologna, Istituto per i beni artistici culturali e naturali della regione Emilia-Romagna, 2005

(*pseudonimo di Ettore Guatelli)